# Emigdio Duarte Figueroa
Emigdio Duarte Figueroa (* 5. Mai 1968 in Guamúchil, Mexiko) ist emeritierter Weihbischof in Culiacán.

## Leben
Der Apostolische Nuntius in Mexiko, Girolamo Prigione, weihte ihn am 29. Juni 1996 zum Priester des Bistums Culiacán.
Papst Benedikt XVI. ernannte ihn am 15. Januar 2007 zum Weihbischof in Culiacán und Titularbischof von Bilta. Der Bischof von Culiacán, Benjamín Jiménez Hernández, spendete ihm am 15. März desselben Jahres die Bischofsweihe; Mitkonsekratoren waren José Ulises Macías Salcedo, Erzbischof von Hermosillo, und Miguel Romano Gómez, Weihbischof in Guadalajara. Er war damals der weltweit jüngste Bischof der katholischen Kirche.
Von seinem Amt trat er im September 2010 zurück.